# Анджана
Анджана (санскр. अञ्जना, IAST: Añjanā), также известная как Анджани и Анджали —  мать царя ванаров Ханумана, одного из главных героев индийского эпоса «Рамаяна».

## Биография
Изначально Анджана была апсарой по имени Пунджикастала, которая из-за проклятия риши родилась на земле как принцесса ванаров. Анджана была замужем за Кесари, вождем ванаров и сыном Брихаспати. Анджана стала матерью Ханумана. Ханумана также называют Анджанея, что значит сын Анджаны. О рождении Ханумана ходят разные легенды. Согласно Бхавартхе Рамаяне Экнатха (XVI век н.э.), когда Анджана поклонялась Ваю, царь Дашаратха из Айодхьи также проводил ритуал Путракамешти яджны, чтобы у него могли появиться дети. В результате он получил немного священного фирни, который раздал своим трём жёнам, что позволило родиться Раме, Лакшмане, Бхарате и Шатругхне. По божественному велению небесный змей тоже схватил кусок этого фирни и уронил его, пролетая над тем лесом, где Анджана совершала поклонение. Ваю, индуистское божество ветра, принёс блюдо в протянутые руки Анджаны, которая его съела. В результате у неё родился Хануман. Согласно некоторым другой легенде, Хануман - 11-е воплощение Господа Шивы. Анджана и Кесари совершали интенсивную молитву Господу Шиве, чтобы убедить его воплотиться их ребёнком. Довольный их преданностью, Шива согласился.